# Удзіє Нідеюкі
Нідеюкі Удзіє (яп. 氏家 英行, нар. 23 лютого 1979, Токіо) — японський футболіст, що грав на позиції півзахисника.
Виступав, зокрема, за клуб «Омія Ардія» та молодіжну збірну Японії.

## Клубна кар'єра
У дорослому футболі дебютував 1998 року виступами за команду клубу «Йокогама Флюгелс», в якій того року взяв участь у 9 матчах чемпіонату. 
Своєю грою за цю команду привернув увагу представників тренерського штабу клубу «Омія Ардія», до складу якого приєднався 1999 року. Відіграв за команду з міста Омія наступні шість сезонів своєї ігрової кар'єри. Більшість часу, проведеного у складі «Омія Ардія», був основним гравцем команди.
Протягом 2005 року захищав кольори команди клубу «Зеспа Кусацу».
2006 року перейшов до нижчолігового «Тонан Маебасі», за який відіграв дев'ять сезонів. Завершив професійну кар'єру футболіста виступами за цю команду у 2014 році.

## Виступи за збірну
1999 року залучався до складу молодіжної збірної Японії. У її складі був учасником молодіжного чемпіонату світу 1999 року, на якому японці дійшли до фіналу, в якому програли збірній Іспанії, і посіли друге місце.